# Shadi Angelina Bazeghi
Shadi Angelina Bazeghi (født 1974) er en dansk forfatter, oversætter og underviser. Hun er desuden medredaktør af det tværnordiske litteraturtidsskrift Kritiker. Shadi Angelina Bazeghi har læst astronomi på Københavns Universitet og er uddannet fra Forfatterskolen i 2007.
I 2006 vandt Bazeghi Gyldendals skrivekonkurrence Nye Stemmer.
Hun debuterede i 2015 med digtsamlingen Vingeslag på forlaget Gyldendal.[kilde mangler]
For sit litterære virke modtog hun i 2020 Statens Kunstfonds treårige arbejdslegat og i 2021 Morten Nielsens mindelegat.

## Bøger
- Flowmatic, absintdigte, Gyldendal, 2020
- Vingeslag, digte, Gyldendal, 2015

## Oversættelser
- Den blinde ugle: Sadegh Hedayat, OVO Press, 2023
- Berøring i coronaens tid: Henriette Steiner & Kristin Veel, Forlaget Majlund, 2023
- Helena Boberg: Sindsvold, Harpyie, 2022
- Audre Lorde: Din tavshed kan ikke beskytte dig, Forlaget Mindspace, 2020
- Audre Lorde: Der er ingen ærlige digte om døde kvinder, Ovo Press 2019.

- Forugh Farrokzhad: Kun stemmen bliver tilbage: poesi og biografi, forlaget Gyldendal, 2013
- Forugh Farrokhzad: Lad os tro på begyndelsen af en kold årstid, Basilisk, 2006